# Represa de Calueque
La represa de Calueque es una represa operativa multipropósito construida en el río Cunene, en la provincia de Cunene, en el suroeste de Angola. La presa almacena agua para la Central hidroeléctrica Ruacana de 347 MW (465 000 hp), en la vecina Namibia. Sus aguas también se utilizan para el riego de tierras agrícolas, tanto en Angola como en Namibia.

## Ubicación
La presa está ubicada en la ciudad de Calueque, cerca de la frontera internacional con Namibia, aproximadamente a 196 kim por carretera, al suroeste de la ciudad de Ondjiva, la capital provincial.
La presa está a aproximadamente 1282 km, por carretera, al sur de Luanda, la capital de Angola.

## Historia
En octubre de 1964, representantes del gobierno de Portugal y del gobierno de Sudáfrica se reunieron en Lisboa (Portugal) y firmaron acuerdos relacionados con la construcción de presas en el río Cunene, controlando así el caudal del río y maximizando la producción de electricidad en el presas. Los acuerdos también estaban relacionados con la maximización de la disponibilidad de agua para el uso de seres humanos y animales en Angola y el África del Sudoeste (ahora Namibia). Los acuerdos especificaban quién era dueño de qué y quién construiría, operaría y pagaría por (a) Presa Gove (b) Presa Calueque y la Central Hidroeléctrica Gove asociada y la Central hidroeléctrica Ruacana.
La construcción de la presa de Calueque se inició en 1972. Las obras de la presa se abandonaron en 1976 debido a la guerra civil de Angola. Cuando se detuvo la construcción en 1976, aproximadamente el 70% de las obras civiles se habían completado y la presa podría proporcionar algo de agua para uso humano y animal. En 1988, un ataque dañó gravemente la estructura incompleta.

## Reparaciones y optimización
En 2012, se iniciaron las reparaciones y remodelaciones de la presa parcialmente completa. El trabajo de rehabilitación concluyó en 2015. Otro trabajo de optimización incluye la rehabilitación del canal que transporta agua para uso humano y animal, desde la presa de Calueque (Angola) hasta Oshakati (Namibia), que mide 150 kilómetros (93 millas).